# Mutsuki (destroyer)
Le Mutsuki (睦月, ”janvier”) est un destroyer, navire de tête de sa classe construit pour la Marine impériale japonaise pendant les années 1920.

## Historique
Dans les années 1930, le Mutsuki opère au large de la Chine, participant au premier incident de Shanghai en 1932 et à plusieurs autres actions lors de la seconde guerre sino-japonaise.
Au moment de l'attaque de Pearl Harbor le 7 décembre 1941, le Mutsuki est le vaisseau amiral de la 30e division du 6e escadron de destroyers (4e flotte). Il quitte Kwajalein le 8 décembre avec la force d'invasion de Wake transportant une garnison des « forces navales spéciales de débarquement » (FNSD). Tôt le matin du 11 décembre, la garnison américaine repoussa les premières tentatives de débarquement des FNSD, soutenues par les croiseurs légers Yūbari, Tenryū et Tatsuta, les destroyers Yayoi, Hayate, Kisaragi, Mutsuki, Oite et Asanagi, deux anciens navires de la classe Momi convertis en patrouilleur (patrouilleur n ° 32 et n ° 33), et deux transports de troupes contenant 450 soldats des FNSD. Après avoir subi de lourdes pertes, les forces japonaises se replièrent avant le débuts des opérations. Ce fut le premier revers japonais de la guerre et la seule tentative de débarquement qui échoua lors de la Seconde Guerre mondiale.
Après l'ajout d'une mitrailleuse de 13,2 mm en affût double sur le côté avant de la passerelle, le navire escorte un convoi de Kwajalein à la base navale de Truk en janvier 1942 puis un convoi de troupes de Truk à Guam le même mois, avant de rejoindre la force d'invasion des îles Salomon, couvrant les débarquements des forces japonaises pendant l'opération R (invasions de Rabaul, Nouvelle-Irlande et Nouvelle-Bretagne) et pendant l'opération SR (invasions de Lae et Salamaua en Nouvelle-Guinée) en janvier-mars. Du 28 mars au 1er avril, il fut vaisseau amiral pour le contre-amiral Masao Kanazawa, commandant de la 8e force spéciale de base au début de l'occupation des îles Shortland et de Bougainville, dans les Salomon. Le même mois, il soutint l'occupation des îles de l'Amirauté.
Pendant la bataille de la mer de Corail du 7 au 8 mai 1942, le Mutsuki est affecté à la force d'invasion de l'opération Mo pour Port Moresby. Après l'annulation de la mission, le Mutsuki reste basé à Rabaul, effectuant des missions d'escorte entre Truk, Rabaul et Palau jusqu'à son rappel au Japon en juillet pour un bref réaménagement.
Après les réparations achevées à l'arsenal naval de Sasebo le 12 juillet 1942, le Mutsuki est réaffecté dans la huitième flotte, participant au bombardement de Henderson Field le 24 août 1942. Lors de la bataille des Salomon orientales le 25 août 1942, le Mutsuki est attaqué par des bombardiers de l'USAAF B-17 Flying Fortress alors qu'il assistait le transport endommagé Kinryu Maru, à 64 miles au nord-est de Santa Isabel. Touché par cinq bombes dont une explose dans la salle d'ingénierie, le navire chavire et coule immédiatement à la position géographique 7° 47′ S, 160° 13′ E, tuant 41 membres d'équipage et en blessant 11 autres. Les survivants, dont son capitaine, le lieutenant commandant Kenji Hatano, sont secourus par le Yayoi.
Le Mutsuki est rayé des listes de la marine le 1er octobre 1942.